# 塞斯纳310

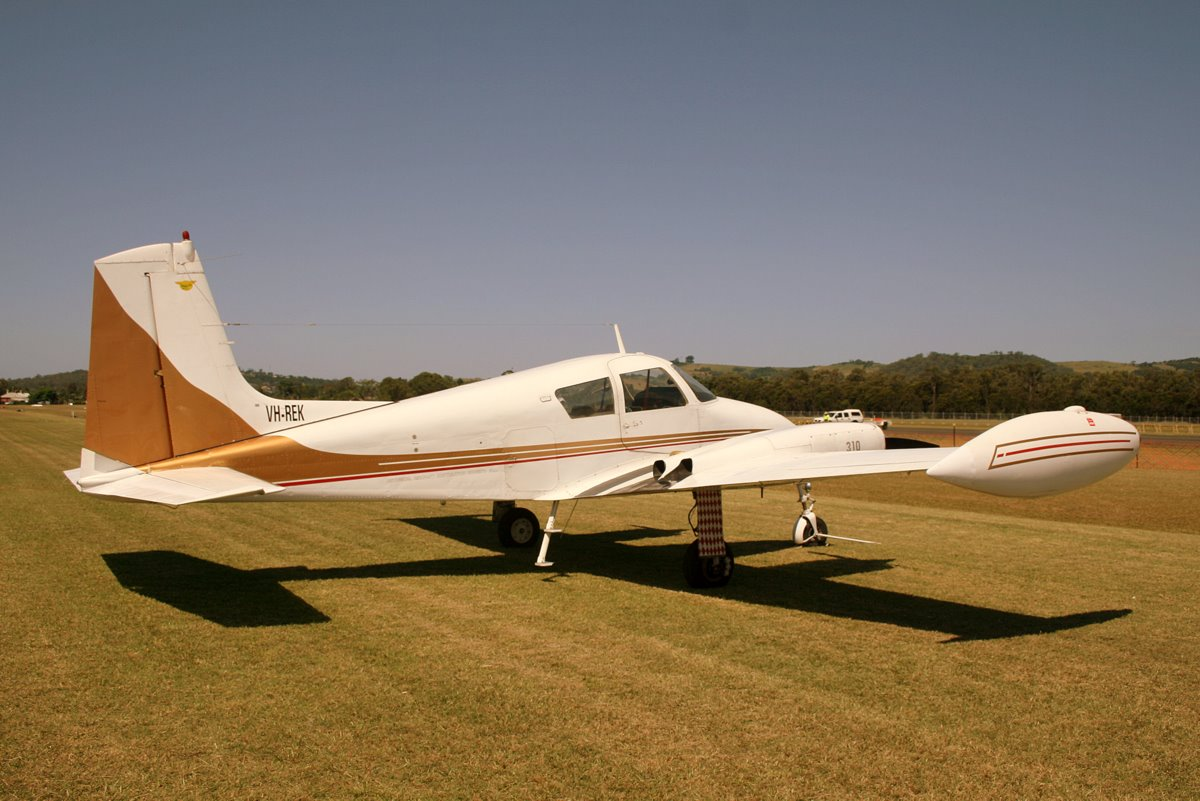
Cessna 310B

塞斯纳310（Cessna 310）是第二次世界大战后，塞斯纳公司的第一种轻型双发飞机，它于1953年完成了首飞。这种飞机有着考究、现代的设计，1957年被美国空军选中，作为“无需定制”的通用和通信机。美国空军购买了160架未经修改的310，最初命名为L-27A，后来改名为L-3A。1960年～1961年，又交付了35架升级版的U-3B，它们配备了310C型使用的更强劲的发动机，加开了座舱观察窗、加长了机头，并安装了后掠形的垂直尾翼。在美国空军服役时，由于深蓝色的框架，U-3常常被飞行员们称为“蓝色独木舟（Blue Canoe）”，1969年，过剩的U-3被转给国民空中卫队中执行空军前进控制任务的单位，在O-2到来后，它们被取代。20世纪70年代初，陆军国民警卫队（Army Nationa1Guard）和预备役也接收了美国空军退役的U-3A/B，它们于20世纪80年代末退役，是最后一批退役的塞斯纳轻型双发飞机。

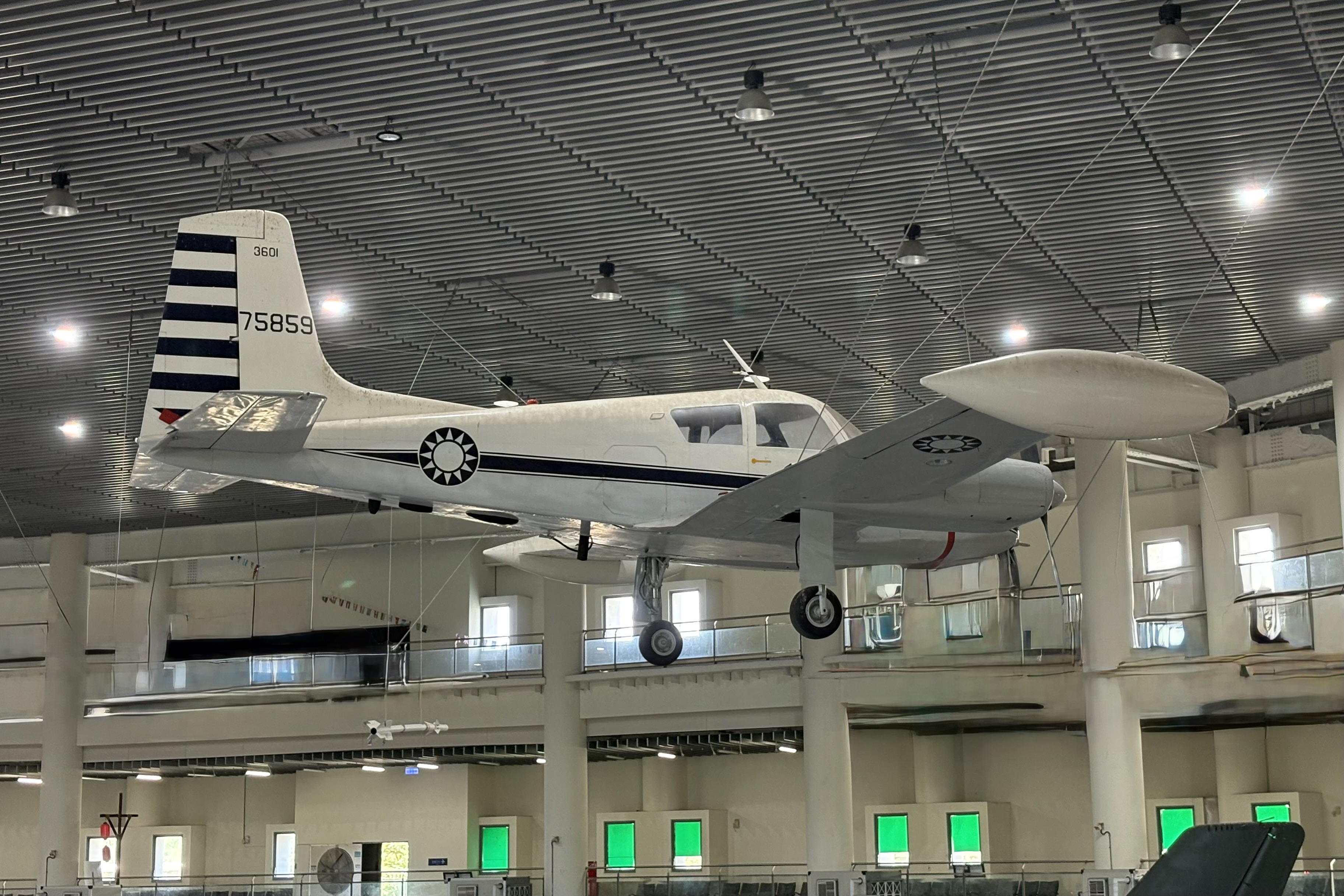
U-3A(編號3601)輕型連絡機。